# ジョン・デイヴィス・チャンドラー
ジョン・デイヴィス・チャンドラー（John Davis Chandler、1935年1月28日 - 2010年2月16日）は、アメリカ合衆国の俳優である。ウェストバージニア州ヒントン出身。サム・ペキンパー監督の西部劇映画やライフルマン，バージニアン，炎のテキサス・レンジャー，スタートレック:ディープ・スペース・ナインといった、1960年代～1990年代のテレビドラマに多数出演した。
2010年2月16日、カリフォルニア州ロサンゼルス郊外のトルーカ・レイクにて、病気のため死去した。75歳没。

## フィルモグラフィー

### 映画
- 機関銃を捨てろ（1961年） - デビュー作
- 明日なき十代（1961年）
- 昼下りの決斗（1962年）
- 泥棒を消せ（1965年） - アラン・ドロン、ジャック・パランスが彼の兄、チャンドラーはパランスをいじめる役。
- ダンディー少佐（1965年）
- 鷲と鷹（1970年）
- ビリー・ザ・キッド/21才の生涯（1973年）
- アウトロー（1976年）
- 女捜査官 Scorchy（1976年） - ニッキー
- ベビーシッター・アドベンチャー（1987年）
- BODY/ボディ（1993年）